# Kazachstan na Zimowych Igrzyskach Olimpijskich 2010

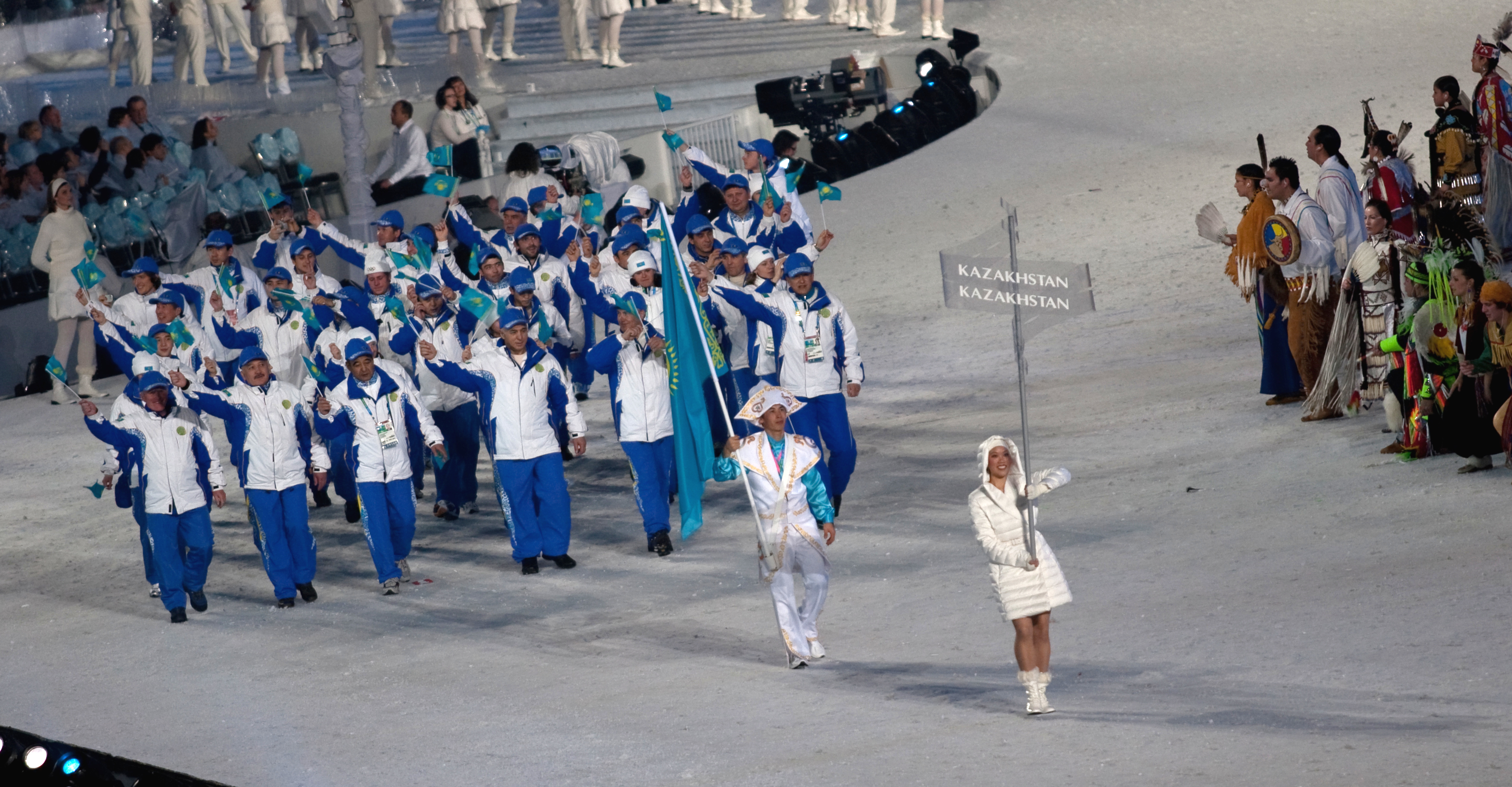
Reprezentacja Kazachstanu podczas ceremonii otwarcia igrzysk olimpijskich

Kazachstan na Zimowych Igrzyskach Olimpijskich 2010 reprezentowało trzydziestu dziewięciu zawodników.

## Zdobyte medale
| Medal  | Zawodnik           | Dyscyplina sportowa | Konkurencja              |
| ------ | ------------------ | ------------------- | ------------------------ |
| Srebro | Jelena Chrustalowa | Biathlon            | Bieg indywidualny kobiet |

## Wyniki reprezentantów Kazachstanu

### Biathlon
Kobiety
- Jelena Chrustalowa
  - bieg indywidualny - 
  - sprint – 5. miejsce
  - bieg pościgowy – 11. miejsce
  - bieg masowy – 27. miejsce

- Lubow Filimonowa
  - bieg indywidualny – 57. miejsce
  - sprint – 67. miejsce

- Anna Lebiediewa
  - bieg indywidualny – 38. miejsce
  - sprint – 52. miejsce
  - bieg pościgowy – 44. miejsce

- Marina Lebiediewa
  - bieg indywidualny – 71. miejsce
  - sprint – 58. miejsce
  - bieg pościgowy – LAP

- Jelena Chrustalowa
Anna Lebiediewa
Lubow Filimonowa
Marina Lebiediewa
  - sztafeta - 14. miejsce

Mężczyźni
- Nikołaj Brajczenko
  - sprint – 84. miejsce

- Aleksandr Czerwiakow
  - bieg indywidualny – 50. miejsce
  - sprint – 51. miejsce
  - bieg pościgowy – 49. miejsce

- Dias Keneszew
  - bieg indywidualny – 72. miejsce
  - sprint – 72. miejsce

- Jan Sawicki
  - bieg indywidualny – 64. miejsce
  - sprint – 39. miejsce
  - bieg pościgowy – 27. miejsce

- Aleksandr Trifonow
  - bieg indywidualny – 69. miejsce

- Aleksandr Czerwiakow
Jan Sawicki
Aleksandr Trifonow
Dias Keneszew
  - sztafeta - 18. miejsce

### Biegi narciarskie
Kobiety
- Jelena Antonowa

Sprint stylem klasycznym - 45. miejsce
- Oksana Jacka

Sprint stylem klasycznym - 32. miejsce
10 km stylem dowolnym - 39. miejsce
Bieg łączony - 33. miejsce
30 km stylem klasycznym - 18. miejsce
- Jelena Kołomina

Sprint stylem klasycznym - 36. miejsce
10 km stylem dowolnym - 27. miejsce
Bieg łączony - 28. miejsce
30 km stylem klasycznym - 33. miejsce
- Swietłana Małachowa

10 km stylem dowolnym - 10. miejsce
Bieg łączony - 25. miejsce
30 km stylem klasycznym - 42. miejsce
- Marina Matrosowa

Sprint stylem klasycznym - 38. miejsce
Bieg łączony - 47. miejsce
30 km stylem klasycznym - 34. miejsce
- Tatjana Roszczina

10 km stylem dowolnym - 36. miejsce
- Oksana Jacka
Jelena Kołomina

Sprint drużynowy stylem dowolnym - 11. miejsce
- Jelena Kołomina
Oksana Jacka
Tatjana Roszczina
Swietłana Małachowa

sztafeta - 9. miejsce
Mężczyźni
- Nikołaj Czebot´ko

Sprint stylem klasycznym - 13. miejsce
15 km stylem dowolnym - 38. miejsce
- Siergiej Czeriepanow

Sprint stylem klasycznym - 48. miejsce
15 km stylem dowolnym - 47. miejsce
Bieg łączony - 49. miejsce
- Jewgienij Koszewoj

Sprint stylem klasycznym - 52. miejsce
- Aleksiej Połtoranin

Sprint stylem klasycznym - 5. miejsce
15 km stylem dowolnym - 14. miejsce
50 km stylem klasycznym - 27. miejsce
- Jewgienij Wieliczko

15 km stylem dowolnym - 56. miejsce
Bieg łączony - 28. miejsce
50 km stylem klasycznym - 39. miejsce
- Nikołaj Czebot´ko
Aleksiej Połtoranin

Sprint drużynowy stylem dowolnym - 5. miejsce
- Siergiej Czeriepanow
Aleksiej Połtoranin
Jewgienij Wieliczko
Nikołaj Czebot´ko

sztafeta - 11. miejsce

### Łyżwiarstwo figurowe
Mężczyźni
- Abzał Rakymgalijew

soliści - 26. miejsce
- Dienis Tien

soliści - 11. miejsce

### Łyżwiarstwo szybkie
Kobiety
- Jekatierina Ajdowa

500 m - 18. miejsce
1000 m - 16. miejsce
1500 m - 29. miejsce
Mężczyźni
- Dmitrij Babienko

5000 m - 15. miejsce
- Roman Krecz

500 m - 34. miejsce
1000 m - 28. miejsce
- Dienis Kuzin

1000 m - 23. miejsce
1500 m - 23. miejsce

### Narciarstwo alpejskie
Kobiety
- Ludmiła Fedotowa
  - slalom gigant – DNF

Mężczyźni
- Igor Zakurdajew
  - slalom – 38. miejsce
  - slalom gigant – 51. miejsce

### Narciarstwo dowolne
Kobiety
- Żybek Arapbajewa

skoki akrobatyczne - 23. miejsce
- Julija Gałyszewa

jazda po muldach - 11. miejsce
- Julija Rodionowa

jazda po muldach - 22. miejsce
- Darja Rybałowa

jazda po muldach - 14. miejsce
Mężczyźni
- Dmitrij Barmaszew

jazda po muldach - 29. miejsce
- Dmitrij Rejcherd

jazda po muldach - 18. miejsce

### Short track
Mężczyźni
- Ajdar Biekżanow

500 m - DNF
1000 m - 28. miejsce

### Skoki narciarskie
Mężczyźni
- Nikołaj Karpienko
  - skocznia normalna – 29. miejsce
  - skocznia duża – 41. miejsce

- Aleksiej Korolow
  - skocznia normalna – 44. miejsce
  - skocznia duża – 39. miejsce